# Мохаммад Шахабуддін
Мохаммад Шахабуддін (бенг. মোহাম্মদ সাহাবুদ্দিন; нар. 10 грудня 1949, Пабна, Східний Пакистан) —президент Бангладеш від 24 квітня 2023 року.

## Біографія
Народився 10 грудня 1949 року в окрузі Пабна провінції Східна Бенгалія Домініону Пакистану. Має ступінь бакалавра наук державного коледжу Едварда та ступінь у галузі психології Університету Раджшахі. Він також отримав ступінь бакалавра права в Юридичному коледжі Мохаммада Амінуддіна.
У 1970-х роках був лідером студентської та молодіжної організацій партії «Авамі ліг» у своєму окрузі. Брав участь у війні за незалежність Бангладеш 1971 як координатор студентського руху. У 1975 році Шахабуддін був ув'язнений на 3 роки у зв'язку з організацією акцій протесту після вбивства першого президента Бангладеш Муджибура Рахмана.
У 1980—1982 роках працював у газеті Daily Banglar Bani, потім до 2006 працював у судах різних інстанцій, у тому числі у Верховному суді Бангладеш. У 2011—2016 роках був комісаром Антикорупційної комісії. З 2017 до 2023 року був членом правління Ісламського банку Бангладеш.
У січні 2020 року увійшов до складу консультативної ради «Авамі Ліг». У січні 2022 року обійняв посаду голови одного з її підкомітетів з реклами та публікацій.
13 лютого 2023 року був обраний 22-м президентом Бангладеш, був єдиним кандидатом на цю посаду. Вступив на посаду 24 квітня 2023.

## Особисте життя
Одружений, має сина.